# Рубльовка (Давлекановський район)
Рубльо́вка (рос. Рублёвка, башк. Рублёвка) — присілок у складі Давлекановського району Башкортостану, Росія. Входить до складу Бік-Кармалинської сільської ради.
Населення — 112 осіб (2010; 114 в 2002).
Національний склад:
- українці — 53 %